# Roy Meyer
Roy Meyer (Breda, 4 giugno 1991) è un judoka olandese.
Nel 2016 ha partecipato ai Giochi della XXXI Olimpiade.

## Palmarès
- Mondiali

Tokyo 2019: bronzo nei +100kg.
- Europei

Varsavia 2017: bronzo nei +100kg.
- Campionati europei under 23:

Praga 2013: oro nei +100kg.
- Campionati mondiali juniores:

Agadir 2010: bronzo nei +100kg.
- Campionati europei juniores:

Samokov 2010: oro nei +100kg.

### Vittorie nel circuito IJF
| Data              | Località | Paese   | Categoria  |
| ----------------- | -------- | ------- | ---------- |
| 14 settembre 2014 | Zagabria | Croazia | Grand Prix |